# Бородіно (місто)
Бородіно — місто крайового значення у Красноярському краї Російської Федерації.

## Історія
Селище Бородіно засноване у 1945 році. Назву отримало на честь однойменного села неподалік. Отримало статус міста у 1981 році.

## Населення
Населення станом на 2022 рік — 15 838 чоловік.